# Hokej na travi na OI 1988.
Olimpijske igre 1988. su se održale u Južnoj Koreji, u Seulu.

## Momčadi sudionice
Sudjelovalo je dvanaest momčadi: Pakistan, Indija, Australija, Španjolska, Nizozemska, Kenija, Kanada, Argentina, Uj. Kraljevstvo, SR Njemačka, SSSR i domaćin Južna Koreja.

### Argentina
Otto Schmitt, Alejandro Siri, Miguel Altube, Marcelo Mascheroni, Marcelo Garraffo, Edgardo Pailos, Alejandro Doherty, Aldo Ayala, Carlos Geneyro, Gabriel Minadeo, Alejandro Verga, Fernando Ferrara, Emanuel Roggero, Franco Nicola, Martin Sordelli, Mariano Silva

### Australija
Craig Davies, Colin Batch, John Bestall, Warren Birmingham, Richard Charlesworth, Andrew Deane, Michael York, Mark Hager, Jay Stacy, Neil Hawgood, Peter Noel, Graham Reid, Roger Smith, Neil Snowden, David Wansbrough, Ken Wark

### Indija
Rawat Rajinder Singh, Pargat Singh, Ashok Kumar, Mohinder Pal Singh, Sommayya Maneypande, Vivek Singh, Sujit Kumar, Subramani Baladadalaiash, Mohammad Shahid, Sebastian Jude Felix, Balwinder Singh, Mervyn Mervyn Ernadis, Thoiba Singh, Gundeep Kumar, Jagbir Singh, Patterson Markphilip

### J. Koreja
Suk-Chan Song, Young-Joon Kim, Jong-Kap Kim, Boo-Jin Chung, Kye-Suk Chung, Jae-Chun Kim, Soon-Pil Kwon, Ji-Young Mo, Jae-Kwan Ji, Man-Whe Kim, Jin-Soo Han, Heung-Pyo Lee, Sang-Young Hur, Jae-Sik Park, Seung-Jin Yoo, Suk-Kyun Shin

### Kanada
Michael Rutledge, Hargurnek Sandhu, Rick Albert, Patrick Burrows, Satinder Chohan, Christopher Gifford, Wayne Grimmer, Ranjeet Rai, Peter Milkovich, Trevor Porritt, Robert Bird, Douglas Harris, Michael Muller, Pasouale Caruso, Ajay Dube, Ken Goodwin

### Kenija
Paul Sewe Omany, Parminder Saini, Roy Odhier, Charles Oguk, John Eliud Okoth, Michael Omondi, Sam Ngoyo, Peter Akatsa, Sanjiwan Goyal, Chris Otambo, Lucas Alubaha, Victor Owino, Samson Oriso, Inderjit Matharu, Samson Muange, Julius Mutua

### Nizozemska
Frank Leistra, Marc Benninga, Cees Jan Diepeveen, Maurits Crucq, René Klaassen, Hendrik Jan Kooijman, Marc Delissen, Jacques Brinkman, Gert Jan Schlatmann, Tim Steens, Floris Jan Bovelander, Patrick Faber, Ronald Jansen, Hidde Kruize, Erik Parlevliet, Taco van den Honert

### Pakistan
Mansoor Ahmed, Nasir Ali, Qazi Mohib-Ur-Rehman, Aamir-Zafar, Ishtiaq Ahmed, Naeem Akhtar, Qamar Ibrahim, Shahbaz Ahmed, Tariq Sheikh, Zahid Sheikh, Khalid Hamid, Rizwan Munir, Khalid Bashir, Naeem Amjad, Tahir Zaman, Musaddiz Hussain

### SR Njemačka
Christian Schliemann, Tobias Frank, Ulrich Hänel, Carsten Fischer, Andreas Mollandin, Ekkhard Schmidt-Opper, Dirk Brinkmann, Heiner Dopp, Stefan Blöcher, Andreas Keller, Thomas Reck, Thomas Brinkmann, Hanns-Henning Fastrich, Michael Hilgers, Volker Fried, Michael Metz

### SSSR
Vladimir Plesjakov, Viktor Deputatov, Igor Julčijev, Sos Airapetjan, Nikolaj Sankovec, Vladimir Antakov, Vjačeslav Čečenov, Igor Atanov, Sergej Šačvorostov, Sergej Plesjakov, Mihail Ničepurenko, Aleksandr Domačev, Igor Davydov, Aleksandr Mjasnikov, Jevgenij Nečajev, Mihail Bukatin

### Španjolska
Miguel Rovira, Ignacio Escudé, Joaquin Malgosa, Andres Gomez, Juan García, Jaime Armengol, Juan Peon, Juan Malgosa, Jaime Escudé, Javier Escudé, Jorge Oliva, Miguel Ortego, Miguel de Paz, Eduardo Fabregas, Jose Antonio Iglesias, Santiago Grau

### Uj. Kraljevstvo
Ian Taylor, Veryan Pappin, David Faulkner, Paul Barber, Stephen Martin, Jon Potter, Richard Dodds, Martyn Grimley, Stephen Batchelor, Richard Leman, Jimmy Kirkwood, Kulbir Bhaura, Sean Kerly, Robert Clift, Imran Sherwani, Russell Garcia

## Natjecateljski sustav
Natjecanje se odvijalo u dva kruga. Prvi se igrao u dvjema skupinama po 6 momčadi. Igralo se po jednostrukom ligaškom sustavu. Za pobjedu se dobivalo 2 boda, za neriješeno bod, a za poraz ništa.
Prve dvije momčadi iz obiju skupina su igrale unakrižno poluzavršnicu A1-B2 i A2-B1. Pobjednici su igrali završnicu, poraženi za broncu.

3. i 4. iz skupina su igrali unakrižno za poredak od 5. do 8. mjesta. Pobjednici su igrali za 5., a poraženi za 7. mjesto.

5. i 6. iz skupina su igrali unakrižno za poredak od 9. do 12. mjesta. Pobjednici su igrali za 9., a poraženi za 11. mjesto.

## Mjesta odigravanja susreta
Susreti su se igrali na stadionu Seongnam u Seongnamu.

## Rezultati

### Prvi krug - po skupinama

#### Skupina "A"
| Nadnevak  |  | Momčad     |       | Momčad     |
| --------- |  | ---------- | ----- | ---------- |
| 18. rujna |  | Pakistan   | 5 : 1 | Španjolska |
| 18. rujna |  | Nizozemska | 5 : 1 | Argentina  |
| 18. rujna |  | Australija | 7 : 1 | Kenija     |
| 20. rujna |  | Australija | 4 : 0 | Argentina  |
| 20. rujna |  | Nizozemska | 1 : 1 | Španjolska |
| 20. rujna |  | Pakistan   | 8 : 0 | Kenija     |
| 22. rujna |  | Pakistan   | 2 : 1 | Argentina  |
| 22. rujna |  | Kenija     | 2 : 4 | Španjolska |
| 22. rujna |  | Australija | 3 : 2 | Nizozemska |
| 24. rujna |  | Nizozemska | 2 : 1 | Kenija     |
| 24. rujna |  | Australija | 4 : 0 | Pakistan   |
| 24. rujna |  | Argentina  | 1 : 0 | Španjolska |
| 26. rujna |  | Australija | 1 : 0 | Španjolska |
| 26. rujna |  | Argentina  | 5 : 1 | Kenija     |
| 26. rujna |  | Nizozemska | 2 : 0 | Pakistan   |

| Mj. | Država     | Ut | Pb | N | Pz | Pos | Pri | RP  | Bod |
| --- | ---------- | -- | -- | - | -- | --- | --- | --- | --- |
| 1.  | Australija | 5  | 5  | 0 | 0  | 19  | 3   | 16  | 10  |
| 2.  | Nizozemska | 5  | 3  | 1 | 1  | 12  | 6   | 6   | 7   |
| 3.  | Pakistan   | 5  | 3  | 0 | 2  | 15  | 8   | 7   | 6   |
| 4.  | Argentina  | 5  | 2  | 0 | 3  | 8   | 12  | -4  | 4   |
| 5.  | Španjolska | 5  | 1  | 1 | 3  | 6   | 10  | -4  | 3   |
| 6.  | Kenija     | 5  | 0  | 0 | 5  | 5   | 26  | -21 | 0   |

#### Skupina "B"
| Nadnevak  |  | Momčad          |       | Momčad      |
| --------- |  | --------------- | ----- | ----------- |
| 18. rujna |  | SSSR            | 1 : 0 | Indija      |
| 18. rujna |  | SR Njemačka     | 3 : 1 | Kanada      |
| 18. rujna |  | Uj. Kraljevstvo | 2 : 2 | J. Koreja   |
| 20. rujna |  | Uj. Kraljevstvo | 3 : 0 | Kanada      |
| 20. rujna |  | SR Njemačka     | 1 : 1 | Indija      |
| 20. rujna |  | SSSR            | 3 : 1 | J. Koreja   |
| 22. rujna |  | J. Koreja       | 1 : 3 | Indija      |
| 22. rujna |  | SSSR            | 0 : 0 | Kanada      |
| 22. rujna |  | Uj. Kraljevstvo | 1 : 2 | SR Njemačka |
| 24. rujna |  | SR Njemačka     | 1 : 0 | J. Koreja   |
| 24. rujna |  | Uj. Kraljevstvo | 3 : 1 | SSSR        |
| 24. rujna |  | Kanada          | 1 : 5 | Indija      |
| 26. rujna |  | SR Njemačka     | 6 : 0 | SSSR        |
| 26. rujna |  | Uj. Kraljevstvo | 3 : 0 | Indija      |
| 26. rujna |  | Kanada          | 1 : 1 | J. Koreja   |

| Mj. | Država          | Ut | Pb | N | Pz | Pos | Pri | RP | Bod |
| --- | --------------- | -- | -- | - | -- | --- | --- | -- | --- |
| 1.  | SR Njemačka     | 5  | 4  | 1 | 0  | 13  | 3   | 10 | 9   |
| 2.  | Uj. Kraljevstvo | 5  | 3  | 1 | 1  | 12  | 5   | 7  | 7   |
| 3.  | Indija          | 5  | 2  | 1 | 2  | 9   | 7   | 2  | 5   |
| 4.  | SSSR            | 5  | 2  | 1 | 2  | 5   | 10  | -5 | 5   |
| 5.  | J. Koreja       | 5  | 0  | 2 | 3  | 5   | 10  | -5 | 2   |
| 6.  | Kanada          | 5  | 0  | 2 | 3  | 3   | 12  | -9 | 2   |

### Za poredak

#### Za 9. – 12. mjesto
| Nadnevak  |  | Momčad     |       | Momčad |
| --------- |  | ---------- | ----- | ------ |
| 28. rujna |  | Španjolska | 2 : 0 | Kanada |
| 28. rujna |  | J. Koreja  | 5 : 2 | Kenija |

- za 11. mjesto

| Nadnevak  |  | Momčad |       | Momčad |
| --------- |  | ------ | ----- | ------ |
| 29. rujna |  | Kanada | 3 : 1 | Kenija |

- za 9. mjesto

| Nadnevak  |  | Momčad     |       | Momčad    |
| --------- |  | ---------- | ----- | --------- |
| 29. rujna |  | Španjolska | 2 : 0 | J. Koreja |

#### Za 5. – 8. mjesto
| Nadnevak  |  | Momčad   |       | Momčad    |
| --------- |  | -------- | ----- | --------- |
| 28. rujna |  | Pakistan | 1 : 0 | SSSR      |
| 28. rujna |  | Indija   | 6 : 6 | Argentina |

Indija je pobijedila nakon raspucavanja sa 4:3.
- za 7. mjesto

| Nadnevak  |  | Momčad |       | Momčad    |
| --------- |  | ------ | ----- | --------- |
| 30. rujna |  | SSSR   | 4 : 1 | Argentina |

- za 5. mjesto

| Nadnevak  |  | Momčad |       | Momčad   |
| --------- |  | ------ | ----- | -------- |
| 30. rujna |  | Indija | 1 : 2 | Pakistan |

### Poluzavršnica
| Nadnevak  |  | Momčad      |       | Momčad          |
| --------- |  | ----------- | ----- | --------------- |
| 28. rujna |  | Australija  | 2 : 3 | Uj. Kraljevstvo |
| 28. rujna |  | SR Njemačka | 2 : 1 | Nizozemska      |

### Za brončano odličje
| Nadnevak     |  | Momčad     |       | Momčad     |
| ------------ |  | ---------- | ----- | ---------- |
| 1. listopada |  | Australija | 1 : 2 | Nizozemska |

### Završnica
| Nadnevak     |  | Momčad      |       | Momčad          |
| ------------ |  | ----------- | ----- | --------------- |
| 1. listopada |  | SR Njemačka | 1 : 3 | Uj. Kraljevstvo |

Pobijedila je momčad Ujedinjenog Kraljevstva.

## Završni poredak
| Momčadi |                        |
| Zlato   | Ujedinjeno Kraljevstvo |
| Srebro  | SR Njemačka            |
| Bronca  | Nizozemska             |
| 4.      | Australija             |
| 5.      | Pakistan               |
| 6.      | Indija                 |
| 7.      | SSSR                   |
| 8.      | Argentina              |
| 9.      | Španjolska             |
| 10.     | Južna Koreja           |
| 11.     | Kanada                 |
| 12.     | Kenija                 |

| Olimpijski prvaci 1988.     |
| --------------------------- |
| Uj. Kraljevstvo Prvi naslov |

## Djevojčadi sudionice
Sudjelovale su djevojčadi: Australije, Nizozemske, Južne Koreje, Argentine, 
Na završni turnir su se izravno plasirale kontinentalne prvakinje Argentina i Australija, domaćinke J. Koreja te svjetske prvakinje i braniteljice naslova Nizozemska.
Preostale 4 djevojčadi su plasman izborile na izlučnom turniru koji se odigrao 1987. u Škotskoj, u Edinburghu. Pravo sudjelovati su izborile: SAD, Kanada, Uj. Kraljevstvo i SR Njemačka.

### Argentina
Laura Mulhall, Cecilia Colombo, Marisa López, Alejandra Tucat, Victoria Carbo, Fabiana Ricchezza, Gabriela Liz, Gabriela Sánchez, Moira Brinnand, Marcela Hussey, Alejandra Palma, Laura Ormaechea, María Verónica Bengoechea, Alina Vergara, Gabriela Pazos, Andrea Fioroni

### Australija
Kathleen Partridge, Elsbeth Clement, Liane Tooth, Loretta Dorman, Lorraine Hillas, Michelle Capes, Sandra Pisani, Deborah Bowman, Lee Capes, Kim Small, Sally Carbon, Jackie Pereira, Tracey Belbin, Rechelle Hawkes, Sharon Buchanan, Maree Fish

### J. Koreja
Mi-Sun Kim, Ok-Kyung Han, Eun-Jung Chang, Keum-Sil Han, Choon-Ok Choi, Soon-Duk Kim, Sang-Hyun Chung, Won-Sim Jin, Keum-Sook Hwang, Ki-Hyang Cho, Kwang-Mi Seo, Soon-Ja Park, Young-Sook Kim, Hyo-Sun Seo, Kye-Sook Lim, Eun-Kyung Chung

### Kanada
Sharon Bayes, Wendy Baker, Deb Covey, Lisa Lyn, Laura Branchaud, Sandra Levy, Kathryn Johnson, Melanie Slade, Penney Cooper, Shona Schleppe, Michelle Conn, Liz Czenczek, Sheila Forshaw, Nancy Charlton, Sara Ballantyne, Sharon Creelman

### Nizozemska
Det de Beus, Yvonne Buter, Willemien Aardenburg, Laurien Willemse, Marjolein Bolhuis-Eijsvogel, Lisanne Lejeune, Carina Benninga, Annemieke Fokke, Ingrid Wolff, Marieke van Doorn, Sophie von Weiler, Aletta van Manen, Noor Holsboer, Helen Lejeune-van der Ben, Martine Ohr, Anneloes Nieuwenhuizen

### SAD
Patricia Shea, Yolanda Hightower, Mary Koboldt, Marcia Pankratz, Cheryl van Kuren, Diane Bracalente, Elizabeth Beglin, Marcella von Schottenstein, Sandra Van der Heyden, Tracey Fuchs, Sheryl Johnson, Sandra Costigan, Christy Morgan, Barbara Marois, Megan Donnelly, Donna Lee

### SR Njemačka
Pia Büchel, Susanne Leonie Schmid, Carola Hoffmann, Heike Gehrmann, Dagmar Bremer, Gabriele Uhlenbruck, Viola Grahl, Bettina Blumenberg, Gaby Appel, Martina Hallmen, Christine Ferneck, Silke Wehrmeister, Caren Jungjohann, Eva Hegener, Susanne Wollschläger, Gabriela Schöwe

### Uj. Kraljevstvo
Gill Atkins, Wendy Banks, Gill Brown, Karen Brown, Mary Nevill, Julie Cook, Vickey Dixon, Wendy Fraser, Barbara Hambly, Caroline Jordan, Violet McBride, Moira MacLeod, Caroline Brewer, Jane Sixsmith, Kate Parker, Alison Ramsay

## Natjecateljski sustav
Natjecanje se odvijalo u dva kruga. Prvi se igrao u dvjema skupinama po 6 momčadi. Igralo se po jednostrukom ligaškom sustavu. Za pobjedu se dobivalo 2 boda, za neriješeno bod, a za poraz ništa.
Prve dvije djevojčadi iz obiju skupina su igrale unakrižno poluzavršnicu A1-B2 i A2-B1. Pobjednice su igrale završnicu, poražene za broncu.

3. i 4. iz skupina su igrale unakrižno za poredak od 5. do 8. mjesta. Pobjednice su igrali za 5., a poražene za 7. mjesto.

## Rezultati

### Prvi krug - po skupinama

#### Skupina "A"
| Nadnevak  |  | Djevojčad  |       | Djevojčad       |
| --------- |  | ---------- | ----- | --------------- |
| 21. rujna |  | Argentina  | 0 : 1 | Uj. Kraljevstvo |
| 21. rujna |  | Nizozemska | 3 : 1 | SAD             |
| 23. rujna |  | Nizozemska | 5 : 1 | Uj. Kraljevstvo |
| 23. rujna |  | Argentina  | 2 : 1 | SAD             |
| 25. rujna |  | SAD        | 2 : 2 | Uj. Kraljevstvo |
| 25. rujna |  | Nizozemska | 1 : 0 | Argentina       |

| Mj. | Država          | Ut | Pb | N | Pz | Pos | Pri | RP | Bod |
| --- | --------------- | -- | -- | - | -- | --- | --- | -- | --- |
| 1.  | Nizozemska      | 3  | 3  | 0 | 0  | 9   | 2   | 7  | 6   |
| 2.  | Uj. Kraljevstvo | 3  | 1  | 1 | 1  | 4   | 7   | -3 | 3   |
| 3.  | Argentina       | 3  | 1  | 0 | 2  | 2   | 3   | -1 | 2   |
| 4.  | SAD             | 3  | 0  | 1 | 2  | 4   | 7   | -3 | 1   |

#### Skupina "B"
| Nadnevak  |  | Djevojčad  |       | Djevojčad   |
| --------- |  | ---------- | ----- | ----------- |
| 21. rujna |  | J. Koreja  | 4 : 1 | SR Njemačka |
| 21. rujna |  | Australija | 1 : 1 | Kanada      |
| 23. rujna |  | Australija | 1 : 0 | SR Njemačka |
| 23. rujna |  | J. Koreja  | 3 : 1 | Kanada      |
| 25. rujna |  | Kanada     | 1 : 2 | SR Njemačka |
| 25. rujna |  | Australija | 5 : 5 | J. Koreja   |

| Mj. | Država      | Ut | Pb | N | Pz | Pos | Pri | RP | Bod |
| --- | ----------- | -- | -- | - | -- | --- | --- | -- | --- |
| 1.  | J. Koreja   | 3  | 2  | 1 | 0  | 12  | 7   | 5  | 5   |
| 2.  | Australija  | 3  | 1  | 2 | 0  | 7   | 6   | 1  | 4   |
| 3.  | SR Njemačka | 3  | 1  | 0 | 2  | 3   | 6   | -3 | 2   |
| 4.  | Kanada      | 3  | 0  | 1 | 2  | 3   | 6   | -3 | 1   |

### Za poredak

#### Za 5. – 8. mjesto
| Nadnevak  |  | Djevojčad   |       | Djevojčad |
| --------- |  | ----------- | ----- | --------- |
| 27. rujna |  | Argentina   | 1 : 3 | Kanada    |
| 27. rujna |  | SR Njemačka | 2 : 1 | SAD       |

- za 7. mjesto

| Nadnevak  |  | Djevojčad |       | Djevojčad |
| --------- |  | --------- | ----- | --------- |
| 29. rujna |  | SAD       | 1 : 3 | Argentina |

- za 5. mjesto

| Nadnevak  |  | Djevojčad   |       | Djevojčad |
| --------- |  | ----------- | ----- | --------- |
| 29. rujna |  | SR Njemačka | 4 : 2 | Kanada    |

### Poluzavršnica
| Nadnevak  |  | Djevojčad  |       | Djevojčad       |
| --------- |  | ---------- | ----- | --------------- |
| 27. rujna |  | Nizozemska | 2 : 3 | Australija      |
| 27. rujna |  | J. Koreja  | 1 : 0 | Uj. Kraljevstvo |

### Za brončano odličje
| Nadnevak  |  | Djevojčad  |       | Djevojčad       |
| --------- |  | ---------- | ----- | --------------- |
| 30. rujna |  | Nizozemska | 3 : 1 | Uj. Kraljevstvo |

### Završnica
| Nadnevak  |  | Djevojčad  |       | Djevojčad |
| --------- |  | ---------- | ----- | --------- |
| 30. rujna |  | Australija | 2 : 0 | J. Koreja |

Pobijedila je djevojčad Australije.

## Završni poredak
| Djevojčadi |                 |
| Zlato      | Australija      |
| Srebro     | Južna Koreja    |
| Bronca     | Nizozemska      |
| 4.         | Uj. Kraljevstvo |
| 5.         | SR Njemačka     |
| 6.         | Kanada          |
| 7.         | Argentina       |
| 8.         | SAD             |

| Olimpijske prvakinje 1988. |
| -------------------------- |
| Australija Prvi naslov     |